# 彰善省

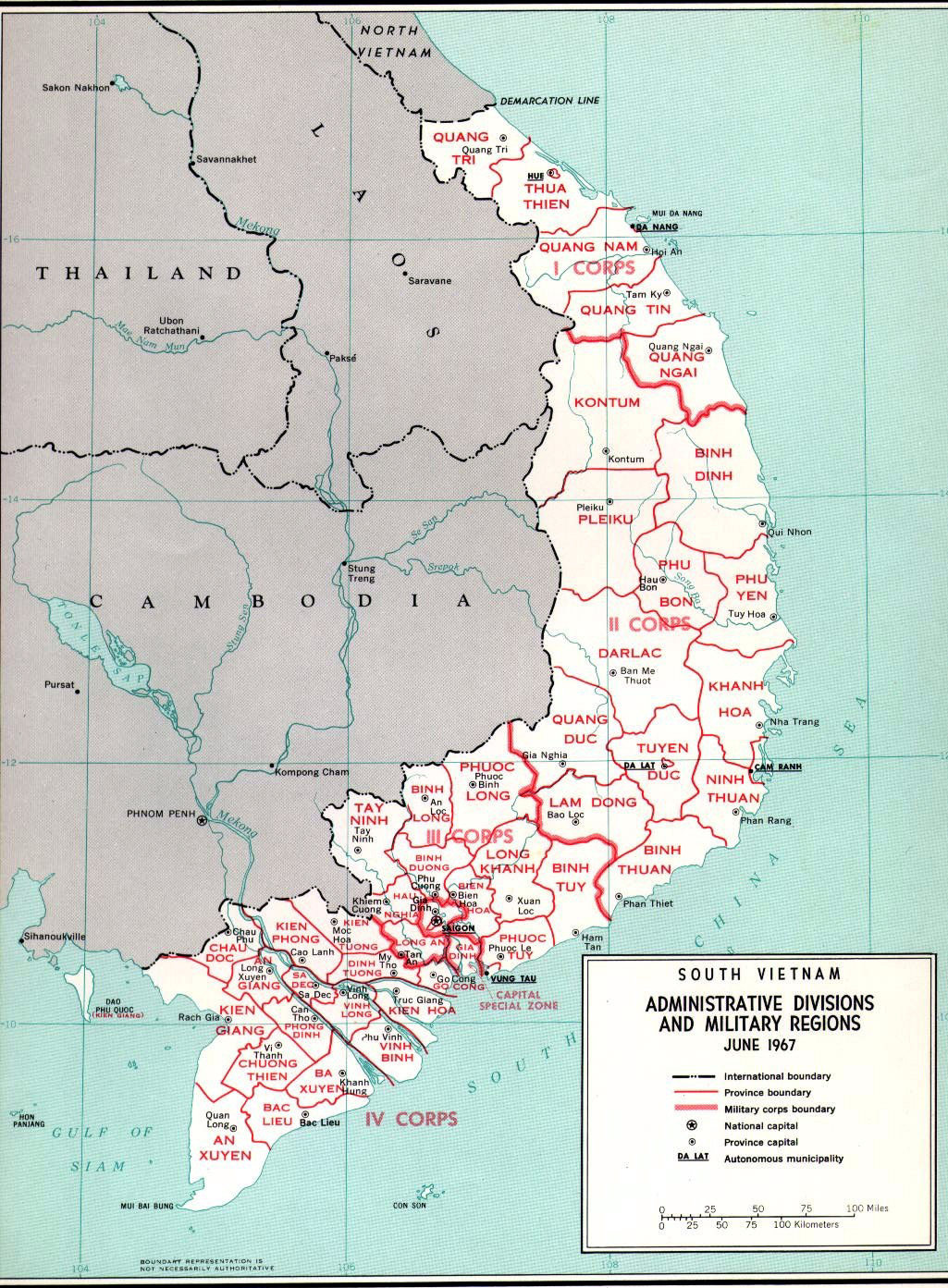
1967年的地圖顯示了越南共和國彰善省的省界

彰善省是越南曾經設立的一個省。該省占地面積2,573平方公里，毗鄰豐盈省、巴川省、薄寮省、安川省、堅江省。
1975年11月，越南南方共和國臨時革命政府將彰善省並入後江省。

## 行政區劃
1970年，彰善省下轄5郡。
- 德隆郡
- 堅興郡
- 堅善郡
- 隆美郡
- 堅隆郡